# GAM-63 RASCAL
GAM-63 RASCAL là một loại tên lửa không đối đất siêu thanh, được Bell Aircraft Company phát triển.

## Biến thể
- ASM-A-2
- B-63
- XGAM-63
- GAM-63A

## Quốc gia sử dụng
- Hoa Kỳ
  - Không quân Hoa Kỳ